# Соперничество футбольных клубов «Ливерпуль» и «Манчестер Юнайтед»
Соперничество между футбольными клубами «Ливерпуль» и «Манчестер Юнайтед», также известное как Северо-западное дерби (англ. North West derby) — одно из самых значительных футбольных противостояний в британском футболе и мировом клубном футболе вообще. Игроки и болельщики часто рассматривают это дерби как самое принципиальное для обоих клубов, превосходящее по важности даже внутригородские дерби против «Эвертона» и «Манчестер Сити» соответственно. Оба клуба, расположенные в регионе Северо-Западная Англия, являются наиболее успешными футбольными клубами в истории английского футбола, выиграв в совокупности более 130 трофеев.
Ветеран «Манчестер Юнайтед» Райан Гиггз заявил в интервью, что матчи между «Ливерпулем» и «Манчестер Юнайтед» являются «самыми знаменитыми играми в английском футболе». По мнению Пеле, по значимости матчи между «Ливерпулем» и «Манчестер Юнайтед» не уступают Эль-Класико в Испании.

## Истоки соперничества

### Соперничество между городами
Данное соперничество можно рассматривать как конкуренцию между двумя городами, которая существует ещё со времён промышленной революции. В те времена оба города соперничали за доминирование на северо-западе Англии: Манчестер был известен своими производственными мощностями,  а Ливерпуль — своим портом. После строительства судоходного канала Манчестера, морские суда могли плыть в обход Ливерпуля и транспортировать товары напрямую в Манчестер. На гербах «Манчестер Юнайтед» и «Манчестер Сити» изображён корабль в судоходном канале Манчестера. С тех пор оба города длительное время были в упадке, но в последнее время они активно развиваются.
Из последних событий для Манчестера можно отметить проведение в нём Игр Содружества в 2002 году, а Ливерпуль был избран Культурной столицей Европы в 2008 году.

### Футбольное соперничество
Обе команды называют «величайшими футбольными клубами Англии»: «Ливерпуль» выиграл в общей сложности 68 трофеев, и «Манчестер Юнайтед» — столько же. «Ливерпуль» доминировал в Англии в 1970-е и 1980-е годы, выиграв за этот период 11 чемпионских титулов Первого дивизиона и 4 Кубка европейских чемпионов, включая выигрыш «требла» (Первый дивизион, Кубок Футбольной лиги и Кубок европейских чемпионов) в 1984 году. «Манчестер Юнайтед» был самой успешной английской командой в 1990-е и 2000-е годы, выиграв в этот период 11 чемпионских титулов, 2 «дубля», 1 «требл» (победа в Лиге чемпионов, Премьер-лиге и Кубке Англии) в 1999 году и «европейский дубль» (победа в Премьер-лиге и Лиге чемпионов) в 2008 году. Обе команды также являются самыми успешными клубами Англии в еврокубках: «Ливерпуль» выигрывал Кубок европейских чемпионов 6 раз, а «Манчестер Юнайтед» — 3 раза.
Кроме соперничества на футбольном поле, «Манчестер Юнайтед» и «Ливерпуль» также являются самыми прибыльными английскими клубами (в рейтинге доходов футбольных клубов).
Оба клуба также обладают крупнейшей армией болельщиков, как в Англии, так и по всему миру.
Обновлено по состоянию на 27 апреля 2025 года
| Клуб              | Высший дивизион чемпионата | Кубок Англии | Кубок лиги | Суперкубок Англии | Лига чемпионов | Лига Европы | Кубок обладателей кубков | Суперкубок Европы | Межконтинент. кубок | Клубный чемпионат мира | Итого |
| ----------------- | -------------------------- | ------------ | ---------- | ----------------- | -------------- | ----------- | ------------------------ | ----------------- | ------------------- | ---------------------- | ----- |
| Ливерпуль         | 20                         | 8            | 10         | 16                | 6              | 3           | 0                        | 4                 | 0                   | 1                      | 68    |
| Манчестер Юнайтед | 20                         | 13           | 6          | 21                | 3              | 1           | 1                        | 1                 | 1                   | 1                      | 68    |
| Итого             | 40                         | 21           | 16         | 37                | 9              | 4           | 1                        | 5                 | 1                   | 2                      | 136   |

## Игроки

### Соперничество игроков
Соперничество между клубами часто перерастало в неприязнь отдельных игроков к команде соперника. Уэйн Руни, воспитанник футбольной академии «Эвертона», выступавший за «Юнайтед» с 2004 по 2017 год, признался, что с детства «ненавидел „Ливерпуль“». В интервью экс-капитан «Ливерпуля» Стивен Джеррард не смог выбрать, какой клуб он «ненавидит больше» — «Эвертон» или «Манчестер Юнайтед», признавшись, что «ненавидит их оба». Дэвид Джеймс, бывший вратарём «Ливерпуля» в 1990-е годы, вспоминал: «Не скажу, что я ненавидел кого-то из игроков „Юнайтед“. Но соперничество [между клубами] стало привычкой, я думаю; во время вызовов в сборную Англии парни из „Ливерпуля“ ели за одним столом, а парни из „Юнайтед“ за другим. Существовало напряжение, и мы избегали друг друга». Защитник «Ливерпуля» Нил Раддок, сломавший обе ноги нападающему «Манчестер Юнайтед» Энди Коулу в матче резервных команд, признался: «Я не намеревался ломать ему обе ноги, только одну... Я полностью уничтожил его... Я знаю, что таким не хвастаются и это неразумно, но это было потрясающее [ощущение]». Другой защитник «Ливерпуля» Джейми Каррагер так описал соперничество клубов: «Я хочу, чтобы „Манчестер Юнайтед“ проигрывал каждую свою игру. В лиге, в кубках. Меня бесит, когда „Юнайтед“ выигрывает и я радуюсь, когда они проигрывают. Я бы солгал, если бы сказал иначе. Я уверен, что болельщики „Юнайтед“ чувствуют то же самое по отношению к „Ливерпулю“ и не хотел бы, чтобы это поменялось. Но при этом я не могу делать вид, что у „Юнайтед“ не было потрясающих команд и игроков». Защитник «Манчестер Юнайтед» Гари Невилл, неоднократно признававшийся в неприязни к «Ливерпулю», в январе 2006 года отметил победный гол своей команды (забитый Рио Фердинандом на последних минутах), подбежав праздновать победу к трибунам с выездными болельщиками «Ливерпуля» и поцеловав эмблему «Манчестер Юнайтед», за что позднее был оштрафован и отстранён на две игры Футбольной ассоциацией Англии, но даже после этого заявил, что «не сожалеет о своих действиях». Ранее в манчестерском дерби сезона 2003/04 Гари Невилл был удалён с поля за попытку удара головой игрока «Манчестер Сити» Стива Макманамана, ранее выступавшего за «Ливерпуль»; Пол Скоулз так прокомментировал этот инцидент: «Стоит отметить, что эта парочка никогда не ладила друг с другом». Неприязнь к отдельным игрокам соперничающего клуба часто переносилась и на болельщиков команд: так, Гари Невилл регулярно становился объектом оскорбительных кричалок со стороны болельщиков «Ливерпуля».
В сезоне 2011/12 вражда между игроками двух клубов проявилась в виде конфликта Луиса Суареса и Патриса Эвра. Эвра заявил, что Суарес оскорбил его на почве расизма. Футбольная ассоциация Англии признала вину Суареса и дисквалицировала его на восемь матчей. 11 февраля 2012 года перед матчем между «Юнайтед» и «Ливерпулем», когда Суарес уже отбыл свою дисквалификацию, он отказался пожимать руку Эвра. После этого Рио Фердинанд и Дэнни Уэлбек отказались пожимать руку Суаресу. «Юнайтед» выиграл тот матч со счётом 2:1, а Эвра эмоционально отпраздновал победу своей команды перед своими болельщиками, «похлопывая» эмблему «Юнайтед», что вызвало гнев у игроков «Ливерпуля». Главный тренер «Юнайтед» сэр Алекс Фергюсон назвал поведение Суареса «позором для „Ливерпуля“» и отметил, что тот «не должен больше играть за „Ливерпуль“». Главный тренер «Ливерпуля» Кенни Далглиш пытался защитить Суареса в послематчевом интервью, не усмотрев в его поведении ничего предосудительного. Однако на следующий день Суарес, Далглиш и «Ливерпуль» выпустили совместное заявление, в котором извинились за инцидент.

### Трансферы футболистов между командами
Соперничество между клубами является настолько принципиальным, что после трансфера в 1964 году Фила Чизналла из «Юнайтед» в «Ливерпуль», более ни один игрок не переходил к команде-конкуренту напрямую. Несколько игроков, однако, смогли поиграть за оба клуба, но не посредством прямого трансфера, а выступая в промежутках за другие команды: например, Пол Инс (выступал за «Интер»), Питер Бирдсли («Ванкувер Уайткэпс» и «Ньюкасл Юнайтед») и Майкл Оуэн («Реал Мадрид», «Ньюкасл Юнайтед»).
В 2007 году появилась информация о возможном трансфере Габриэля Хайнце из «Юнайтед» в «Ливерпуль», но руководство «Юнайтед» наложило запрет на переговоры аргентинского защитника с клубом-конкурентом. Хайнце было позволено перейти только в клуб не из Англии. После этого Хайнце перешёл в «Реал Мадрид».
| Дата           | Имя            | Из клуба          | В клуб            | Сумма   |
| -------------- | -------------- | ----------------- | ----------------- | ------- |
| Август 1912    | Том Чорлтон    | Ливерпуль         | Манчестер Юнайтед |         |
| 26 ноября 1913 | Джеки Шелдон   | Манчестер Юнайтед | Ливерпуль         | £300    |
| Сентябрь 1920  | Том Миллер     | Ливерпуль         | Манчестер Юнайтед | £2000   |
| Май 1921       | Фред Хопкин    | Манчестер Юнайтед | Ливерпуль         | £2800   |
| Февраль 1929   | Том Рид        | Ливерпуль         | Манчестер Юнайтед |         |
| Январь 1938    | Тед Сэвидж     | Ливерпуль         | Манчестер Юнайтед |         |
| Ноябрь 1938    | Алленби Чилтон | Ливерпуль         | Манчестер Юнайтед |         |
| Февраль 1954   | Томас Макналти | Манчестер Юнайтед | Ливерпуль         | £7000   |
| Апрель 1964    | Фил Чизналл    | Манчестер Юнайтед | Ливерпуль         | £25 000 |

## Статистика матчей
Обновлено по состоянию на 5 января 2025 года
| Соревнование                     | Победы «Юнайтед» | Ничьи | Победы «Ливерпуля» |
| -------------------------------- | ---------------- | ----- | ------------------ |
| Лига                             | 69               | 53    | 62                 |
| Кубок Англии                     | 11               | 4     | 4                  |
| Кубок Английской футбольной лиги | 2                | 0     | 3                  |
| Лига Европы                      | 0                | 1     | 1                  |
| Суперкубок Англии                | 1                | 3     | 2                  |
| Итого                            | 83               | 61    | 72                 |
| Всего матчей                     | 216              | 216   | 216                |

## Результаты матчей между клубами
| Дата             | Стадион | Счёт | Турнир          |
| ---------------- | ------- | ---- | --------------- |
| 12 октября 1895  | Энфилд  | 7:1  | Второй дивизион |
| 22 апреля 1905   | Энфилд  | 4:0  | Второй дивизион |
| 1 апреля 1907    | Энфилд  | 0:1  | Первый дивизион |
| 25 марта 1908    | Энфилд  | 7:4  | Первый дивизион |
| 30 января 1909   | Энфилд  | 3:1  | Первый дивизион |
| 9 октября 1909   | Энфилд  | 3:2  | Первый дивизион |
| 26 ноября 1910   | Энфилд  | 3:2  | Первый дивизион |
| 11 ноября 1911   | Энфилд  | 3:2  | Первый дивизион |
| 29 марта 1913    | Энфилд  | 0:2  | Первый дивизион |
| 15 апреля 1914   | Энфилд  | 1:2  | Первый дивизион |
| 26 декабря 1914  | Энфилд  | 1:1  | Первый дивизион |
| 1 января 1920    | Энфилд  | 0:0  | Первый дивизион |
| 9 февраля 1921   | Энфилд  | 2:0  | Первый дивизион |
| 17 декабря 1921  | Энфилд  | 2:1  | Первый дивизион |
| 19 сентября 1925 | Энфилд  | 5:0  | Первый дивизион |
| 28 августа 1926  | Энфилд  | 4:2  | Первый дивизион |
| 24 декабря 1927  | Энфилд  | 2:0  | Первый дивизион |
| 13 февраля 1929  | Энфилд  | 2:3  | Первый дивизион |
| 25 января 1930   | Энфилд  | 1:0  | Первый дивизион |
| 3 апреля 1931    | Энфилд  | 1:1  | Первый дивизион |
| 27 марта 1937    | Энфилд  | 2:0  | Первый дивизион |
| 7 сентября 1938  | Энфилд  | 1:0  | Первый дивизион |
| 3 мая 1947       | Энфилд  | 1:0  | Первый дивизион |
| 3 сентября 1947  | Энфилд  | 2:2  | Первый дивизион |
| 27 декабря 1948  | Энфилд  | 0:2  | Первый дивизион |
| 7 сентября 1949  | Энфилд  | 1:1  | Первый дивизион |
| 23 августа 1950  | Энфилд  | 2:1  | Первый дивизион |
| 24 ноября 1951   | Энфилд  | 0:0  | Первый дивизион |
| 13 декабря 1952  | Энфилд  | 1:2  | Первый дивизион |
| 22 августа 1953  | Энфилд  | 4:4  | Первый дивизион |
| 13 апреля 1963   | Энфилд  | 1:0  | Первый дивизион |
| 13 апреля 1964   | Энфилд  | 3:0  | Первый дивизион |
| 31 октября 1964  | Энфилд  | 0:2  | Первый дивизион |
| 1 января 1966    | Энфилд  | 2:1  | Первый дивизион |
| 25 марта 1967    | Энфилд  | 0:0  | Первый дивизион |
| 11 ноября 1967   | Энфилд  | 1:2  | Первый дивизион |
| 12 октября 1968  | Энфилд  | 2:0  | Первый дивизион |
| 13 декабря 1969  | Энфилд  | 1:4  | Первый дивизион |
| 5 сентября 1970  | Энфилд  | 1:1  | Первый дивизион |
| 25 сентября 1971 | Энфилд  | 2:2  | Первый дивизион |
| 15 августа 1972  | Энфилд  | 2:0  | Первый дивизион |
| 22 декабря 1973  | Энфилд  | 2:0  | Первый дивизион |
| 18 ноября 1975   | Энфилд  | 3:1  | Первый дивизион |
| 3 мая 1977       | Энфилд  | 1:0  | Первый дивизион |
| 25 февраля 1978  | Энфилд  | 3:1  | Первый дивизион |
| 14 апреля 1979   | Энфилд  | 2:0  | Первый дивизион |
| 26 декабря 1979  | Энфилд  | 2:0  | Первый дивизион |
| 14 апреля 1981   | Энфилд  | 0:1  | Первый дивизион |
| 24 октября 1981  | Энфилд  | 1:1  | Первый дивизион |
| 16 октября 1982  | Энфилд  | 0:0  | Первый дивизион |
| 2 января 1984    | Энфилд  | 1:1  | Первый дивизион |
| 31 марта 1985    | Энфилд  | 0:1  | Первый дивизион |
| 9 февраля 1986   | Энфилд  | 1:1  | Первый дивизион |
| 26 декабря 1986  | Энфилд  | 0:1  | Первый дивизион |
| 4 апреля 1988    | Энфилд  | 3:3  | Первый дивизион |
| 3 сентября 1988  | Энфилд  | 1:0  | Первый дивизион |
| 23 декабря 1989  | Энфилд  | 0:0  | Первый дивизион |
| 16 сентября 1990 | Энфилд  | 4:0  | Первый дивизион |
| 26 апреля 1992   | Энфилд  | 2:0  | Первый дивизион |
| 6 марта 1993     | Энфилд  | 1:2  | Премьер-лига    |
| 4 января 1994    | Энфилд  | 3:3  | Премьер-лига    |
| 19 марта 1995    | Энфилд  | 2:0  | Премьер-лига    |
| 17 декабря 1995  | Энфилд  | 2:0  | Премьер-лига    |
| 19 апреля 1997   | Энфилд  | 1:3  | Премьер-лига    |
| 6 декабря 1997   | Энфилд  | 1:3  | Премьер-лига    |
| 5 мая 1999       | Энфилд  | 2:2  | Премьер-лига    |
| 11 сентября 1999 | Энфилд  | 2:3  | Премьер-лига    |
| 31 марта 2001    | Энфилд  | 2:0  | Премьер-лига    |
| 4 ноября 2001    | Энфилд  | 3:1  | Премьер-лига    |
| 1 декабря 2002   | Энфилд  | 1:2  | Премьер-лига    |
| 9 ноября 2003    | Энфилд  | 1:2  | Премьер-лига    |
| 15 января 2005   | Энфилд  | 0:1  | Премьер-лига    |
| 18 сентября 2005 | Энфилд  | 0:0  | Премьер-лига    |
| 3 марта 2007     | Энфилд  | 0:1  | Премьер-лига    |
| 16 декабря 2007  | Энфилд  | 0:1  | Премьер-лига    |
| 13 сентября 2008 | Энфилд  | 2:1  | Премьер-лига    |
| 25 октября 2009  | Энфилд  | 2:0  | Премьер-лига    |
| 6 марта 2011     | Энфилд  | 3:1  | Премьер-лига    |
| 15 октября 2011  | Энфилд  | 1:1  | Премьер-лига    |
| 23 сентября 2012 | Энфилд  | 1:2  | Премьер-лига    |
| 1 сентября 2013  | Энфилд  | 1:0  | Премьер-лига    |
| 22 марта 2015    | Энфилд  | 1:2  | Премьер-лига    |
| 17 января 2016   | Энфилд  | 0:1  | Премьер-лига    |
| 17 октября 2016  | Энфилд  | 0:0  | Премьер-лига    |
| 14 октября 2017  | Энфилд  | 0:0  | Премьер-лига    |
| 16 декабря 2018  | Энфилд  | 3:1  | Премьер-лига    |
| 19 января 2020   | Энфилд  | 2:0  | Премьер-лига    |
| 17 января 2021   | Энфилд  | 0:0  | Премьер-лига    |
| 19 апреля 2022   | Энфилд  | 4:0  | Премьер-лига    |
| 5 марта 2023     | Энфилд  | 7:0  | Премьер-лига    |
| 17 декабря 2023  | Энфилд  | 0:0  | Премьер-лига    |
| 3 января 2025    | Энфилд  | 2:2  | Премьер-лига    |

| Победы «Ливерпуля» | Ничейные результаты | Победы «Юнайтед» |
| ------------------ | ------------------- | ---------------- |
| 43                 | 24                  | 25               |

| Дата             | Стадион      | Счёт | Турнир          |
| ---------------- | ------------ | ---- | --------------- |
| 2 ноября 1895    | Бэнк Стрит   | 5:2  | Второй дивизион |
| 24 декабря 1904  | Бэнк Стрит   | 3:1  | Второй дивизион |
| 25 декабря 1906  | Бэнк Стрит   | 0:0  | Первый дивизион |
| 7 сентября 1907  | Бэнк Стрит   | 4:0  | Первый дивизион |
| 26 сентября 1908 | Бэнк Стрит   | 3:2  | Первый дивизион |
| 19 февраля 1910  | Олд Траффорд | 3:4  | Первый дивизион |
| 1 апреля 1911    | Олд Траффорд | 2:0  | Первый дивизион |
| 23 марта 1912    | Олд Траффорд | 1:1  | Первый дивизион |
| 23 ноября 1912   | Олд Траффорд | 3:1  | Первый дивизион |
| 1 ноября 1913    | Олд Траффорд | 3:0  | Первый дивизион |
| 2 апреля 1915    | Олд Траффорд | 2:0  | Первый дивизион |
| 26 декабря 1919  | Олд Траффорд | 0:0  | Первый дивизион |
| 5 февраля 1921   | Олд Траффорд | 1:1  | Первый дивизион |
| 24 декабря 1921  | Олд Траффорд | 0:0  | Первый дивизион |
| 10 марта 1926    | Олд Траффорд | 3:3  | Первый дивизион |
| 15 января 1927   | Олд Траффорд | 0:1  | Первый дивизион |
| 5 мая 1928       | Олд Траффорд | 6:1  | Первый дивизион |
| 15 сентября 1928 | Олд Траффорд | 2:2  | Первый дивизион |
| 2 сентября 1929  | Олд Траффорд | 1:2  | Первый дивизион |
| 6 апреля 1931    | Олд Траффорд | 4:1  | Первый дивизион |
| 21 ноября 1936   | Олд Траффорд | 2:5  | Первый дивизион |
| 6 мая 1939       | Олд Траффорд | 2:0  | Первый дивизион |
| 11 сентября 1946 | Мейн Роуд    | 5:0  | Первый дивизион |
| 27 августа 1947  | Мейн Роуд    | 2:0  | Первый дивизион |
| 25 декабря 1948  | Олд Траффорд | 0:0  | Первый дивизион |
| 15 марта 1950    | Олд Траффорд | 0:0  | Первый дивизион |
| 30 августа 1950  | Олд Траффорд | 1:0  | Первый дивизион |
| 12 апреля 1952   | Олд Траффорд | 4:0  | Первый дивизион |
| 20 апреля 1953   | Олд Траффорд | 3:1  | Первый дивизион |
| 19 декабря 1953  | Олд Траффорд | 5:1  | Первый дивизион |
| 10 ноября 1962   | Олд Траффорд | 3:3  | Первый дивизион |
| 23 ноября 1963   | Олд Траффорд | 0:1  | Первый дивизион |
| 24 апреля 1965   | Олд Траффорд | 3:0  | Первый дивизион |
| 9 октября 1965   | Олд Траффорд | 2:0  | Первый дивизион |
| 10 декабря 1966  | Олд Траффорд | 2:2  | Первый дивизион |
| 6 апреля 1968    | Олд Траффорд | 1:2  | Первый дивизион |
| 14 декабря 1968  | Олд Траффорд | 1:0  | Первый дивизион |
| 13 сентября 1969 | Олд Траффорд | 1:0  | Первый дивизион |
| 19 апреля 1971   | Олд Траффорд | 0:2  | Первый дивизион |
| 3 апреля 1972    | Олд Траффорд | 0:3  | Первый дивизион |
| 11 ноября 1972   | Олд Траффорд | 2:0  | Первый дивизион |
| 29 сентября 1973 | Олд Траффорд | 0:0  | Первый дивизион |
| 18 февраля 1976  | Олд Траффорд | 0:0  | Первый дивизион |
| 16 февраля 1977  | Олд Траффорд | 0:0  | Первый дивизион |
| 1 октября 1977   | Олд Траффорд | 2:0  | Первый дивизион |
| 26 декабря 1978  | Олд Траффорд | 0:3  | Первый дивизион |
| 5 апреля 1980    | Олд Траффорд | 2:1  | Первый дивизион |
| 26 декабря 1980  | Олд Траффорд | 0:0  | Первый дивизион |
| 7 апреля 1982    | Олд Траффорд | 0:1  | Первый дивизион |
| 26 февраля 1983  | Олд Траффорд | 1:1  | Первый дивизион |
| 24 сентября 1983 | Олд Траффорд | 1:0  | Первый дивизион |
| 22 сентября 1984 | Олд Траффорд | 1:1  | Первый дивизион |
| 19 октября 1985  | Олд Траффорд | 1:1  | Первый дивизион |
| 20 апреля 1987   | Олд Траффорд | 1:0  | Первый дивизион |
| 15 ноября 1987   | Олд Траффорд | 1:1  | Первый дивизион |
| 1 января 1989    | Олд Траффорд | 3:1  | Первый дивизион |
| 18 марта 1990    | Олд Траффорд | 1:2  | Первый дивизион |
| 3 февраля 1991   | Олд Траффорд | 1:1  | Первый дивизион |
| 6 октября 1991   | Олд Траффорд | 0:0  | Первый дивизион |
| 18 октября 1992  | Олд Траффорд | 2:2  | Премьер-лига    |
| 30 марта 1994    | Олд Траффорд | 1:0  | Премьер-лига    |
| 17 сентября 1994 | Олд Траффорд | 2:0  | Премьер-лига    |
| 1 октября 1995   | Олд Траффорд | 2:2  | Премьер-лига    |
| 12 октября 1996  | Олд Траффорд | 1:0  | Премьер-лига    |
| 10 апреля 1998   | Олд Траффорд | 1:1  | Премьер-лига    |
| 24 сентября 1998 | Олд Траффорд | 2:0  | Премьер-лига    |
| 4 марта 2000     | Олд Траффорд | 1:1  | Премьер-лига    |
| 17 декабря 2000  | Олд Траффорд | 0:1  | Премьер-лига    |
| 22 января 2002   | Олд Траффорд | 0:1  | Премьер-лига    |
| 5 апреля 2003    | Олд Траффорд | 4:0  | Премьер-лига    |
| 24 апреля 2004   | Олд Траффорд | 0:1  | Премьер-лига    |
| 20 сентября 2004 | Олд Траффорд | 2:1  | Премьер-лига    |
| 22 января 2006   | Олд Траффорд | 1:0  | Премьер-лига    |
| 22 октября 2006  | Олд Траффорд | 2:0  | Премьер-лига    |
| 23 марта 2008    | Олд Траффорд | 3:0  | Премьер-лига    |
| 14 марта 2009    | Олд Траффорд | 1:4  | Премьер-лига    |
| 25 марта 2010    | Олд Траффорд | 2:1  | Премьер-лига    |
| 19 сентября 2010 | Олд Траффорд | 3:2  | Премьер-лига    |
| 11 февраля 2012  | Олд Траффорд | 2:1  | Премьер-лига    |
| 13 января 2013   | Олд Траффорд | 2:1  | Премьер-лига    |
| 16 марта 2014    | Олд Траффорд | 0:3  | Премьер-лига    |
| 14 декабря 2014  | Олд Траффорд | 3:0  | Премьер-лига    |
| 12 сентября 2015 | Олд Траффорд | 3:1  | Премьер-лига    |
| 15 января 2017   | Олд Траффорд | 1:1  | Премьер-лига    |
| 10 марта 2018    | Олд Траффорд | 2:1  | Премьер-лига    |
| 24 февраля 2019  | Олд Траффорд | 0:0  | Премьер-лига    |
| 20 октября 2019  | Олд Траффорд | 1:1  | Премьер-лига    |
| 13 мая 2021      | Олд Траффорд | 2:4  | Премьер-лига    |
| 24 октября 2021  | Олд Траффорд | 0:5  | Премьер-лига    |
| 22 августа 2022  | Олд Траффорд | 2:1  | Премьер-лига    |
| 6 апреля 2024    | Олд Траффорд | 2:2  | Премьер-лига    |
| 1 сентября 2024  | Олд Траффорд | 0:3  | Премьер-лига    |

| Победы «Юнайтед» | Ничейные результаты | Победы «Ливерпуля» |
| ---------------- | ------------------- | ------------------ |
| 44               | 29                  | 19                 |

### Встречи команд в кубковых матчах на домашних стадионах
| Дата             | Стадион      | Матчи             | Матчи | Матчи             | Турнир                            |
| Дата             | Стадион      | Команда 1         | Счёт  | Команда 2         | Турнир                            |
| ---------------- | ------------ | ----------------- | ----- | ----------------- | --------------------------------- |
| 12 февраля 1898  | Бэнк Стрит   | Ньютон Хит        | 0:0   | Ливерпуль         | 2 раунд Кубка Англии              |
| 16 февраля 1898  | Энфилд       | Ливерпуль         | 2:1   | Ньютон Хит        | Переигровка 2 раунда Кубка Англии |
| 7 февраля 1903   | Бэнк Стрит   | Манчестер Юнайтед | 2:1   | Ливерпуль         | 1 раунд Кубка Англии              |
| 8 января 1921    | Энфилд       | Ливерпуль         | 1:1   | Манчестер Юнайтед | 1 раунд Кубка Англии              |
| 12 января 1921   | Олд Траффорд | Манчестер Юнайтед | 1:2   | Ливерпуль         | Переигровка 1 раунда Кубка Англии |
| 24 января 1948   | Гудисон Парк | Манчестер Юнайтед | 3:0   | Ливерпуль         | 4 раунд Кубка Англии              |
| 30 января 1960   | Энфилд       | Ливерпуль         | 1:3   | Манчестер Юнайтед | 4 раунд Кубка Англии              |
| 14 августа 1965  | Олд Траффорд | Манчестер Юнайтед | 2:2   | Ливерпуль         | Суперкубок Англии 1965            |
| 26 ноября 1985   | Энфилд       | Ливерпуль         | 2:1   | Манчестер Юнайтед | 4 раунд Кубка Футбольной лиги     |
| 31 октября 1990  | Олд Траффорд | Манчестер Юнайтед | 3:1   | Ливерпуль         | 3 раунд Кубка Футбольной лиги     |
| 24 января 1999   | Олд Траффорд | Манчестер Юнайтед | 2:1   | Ливерпуль         | 4 раунд Кубка Англии              |
| 18 февраля 2006  | Энфилд       | Ливерпуль         | 1:0   | Манчестер Юнайтед | 5 раунд Кубка Англии              |
| 9 января 2011    | Олд Траффорд | Манчестер Юнайтед | 1:0   | Ливерпуль         | 3 раунд Кубка Англии              |
| 28 января 2012   | Энфилд       | Ливерпуль         | 2:1   | Манчестер Юнайтед | 4 раунд Кубка Англии              |
| 25 сентября 2013 | Олд Траффорд | Манчестер Юнайтед | 1:0   | Ливерпуль         | 3 раунд Кубка Футбольной лиги     |
| 24 января 2021   | Олд Траффорд | Манчестер Юнайтед | 3:2   | Ливерпуль         | 4 раунд Кубка Англии              |
| 17 марта 2024    | Олд Траффорд | Манчестер Юнайтед | 4:3   | Ливерпуль         | Четвертьфинал Кубка Англии        |

| Победы «Юнайтед» | Победы «Ливерпуля» | Ничьи |
| ---------------- | ------------------ | ----- |
| 9                | 5                  | 3     |

### Встречи команд в еврокубковых матчах на домашних стадионах
| Дата          | Стадион      | Матчи             | Матчи | Матчи             | Турнир                    |
| Дата          | Стадион      | Команда 1         | Счёт  | Команда 2         | Турнир                    |
| ------------- | ------------ | ----------------- | ----- | ----------------- | ------------------------- |
| 11 марта 2016 | Энфилд       | Ливерпуль         | 2:0   | Манчестер Юнайтед | 1/8 Лиги Европы (2015/16) |
| 17 марта 2016 | Олд Траффорд | Манчестер Юнайтед | 1:1   | Ливерпуль         | 1/8 Лиги Европы (2015/16) |

| Победы «Юнайтед» | Победы «Ливерпуля» | Ничьи |
| ---------------- | ------------------ | ----- |
| 0                | 1                  | 1     |

### Встречи команд на нейтральном поле
| Дата            | Стадион      | Матчи             | Матчи        | Матчи             | Турнир                              |
| Дата            | Стадион      | Команда 1         | Счёт         | Команда 2         | Турнир                              |
| --------------- | ------------ | ----------------- | ------------ | ----------------- | ----------------------------------- |
| 28 апреля 1894  | Ивуд Парк    | Ливерпуль         | 2:0          | Ньютон Хит        | Тестовый матч Футбольной лиги       |
| 21 мая 1977     | Уэмбли       | Манчестер Юнайтед | 2:1          | Ливерпуль         | Финал Кубка Англии 1977             |
| 13 августа 1977 | Уэмбли       | Ливерпуль         | 0:0          | Манчестер Юнайтед | Суперкубок Англии 1977              |
| 31 марта 1979   | Мейн Роуд    | Манчестер Юнайтед | 2:2 (д. вр.) | Ливерпуль         | Полуфинал Кубка Англии              |
| 4 апреля 1979   | Гудисон Парк | Манчестер Юнайтед | 1:0          | Ливерпуль         | Переигровка полуфинала Кубка Англии |
| 26 марта 1983   | Уэмбли       | Ливерпуль         | 2:1 (д. вр.) | Манчестер Юнайтед | Финал Кубка Футбольной лиги 1983    |
| 20 августа 1983 | Уэмбли       | Манчестер Юнайтед | 2:0          | Ливерпуль         | Суперкубок Англии 1983              |
| 13 апреля 1985  | Гудисон Парк | Манчестер Юнайтед | 2:2 (д. вр.) | Ливерпуль         | Полуфинал Кубка Англии              |
| 17 апреля 1985  | Мейн Роуд    | Манчестер Юнайтед | 2:1          | Ливерпуль         | Переигровка полуфинала Кубка Англии |
| 18 августа 1990 | Уэмбли       | Ливерпуль         | 1:1          | Манчестер Юнайтед | Суперкубок Англии 1990              |
| 11 мая 1996     | Уэмбли       | Манчестер Юнайтед | 1:0          | Ливерпуль         | Финал Кубка Англии 1996             |
| 12 августа 2001 | Миллениум    | Ливерпуль         | 2:1          | Манчестер Юнайтед | Суперкубок Англии 2001              |
| 2 марта 2003    | Миллениум    | Ливерпуль         | 2:0          | Манчестер Юнайтед | Финал Кубка Футбольной лиги 2003    |

| Победы «Юнайтед» | Победы «Ливерпуля» | Ничьи |
| ---------------- | ------------------ | ----- |
| 5                | 4                  | 4     |

## Хулиганство
Соперничество между болельщиками обеих команд являются одним из наиболее ожесточённых в Англии. Стюарт Макони сравнил его по интенсивности с «сицилийской вендеттой».
С подъёмом футбольного хулиганства в Англии в 1970-е — 1980-е годы во время очных противостояний двух клубов между болельщиками часто возникали инциденты, связанные с хулиганством и насилием. В настоящее время, благодаря продуманной организации матчей и помощи полиции, стычки между болельщиками в дни матчей происходят намного реже. При этом соперничество продолжает быть ожесточённым, хотя в основном без физического насилия: так, во время матчей некоторые небольшие группы болельщиков обоих клубов распевают кричалки, оскорбляющие память погибших в Мюнхене и на стадионе «Хиллсборо», что осуждается как самими клубами, так и крупными объединениями болельщиков.
В 1976 году в газетах появилось знаменитое фото болельщика «Манчестер Юнайтед» с дротиком в носу, которого выводят с «Энфилда». В 1986 году некто швырнул кирпич в автобус с футболистами «Манчестер Юнайтед», приехавший на «Энфилд» на матч двух команд 9 февраля. Кирпич попал в окно, рядом с которым сидел Марк Хьюз. Когда игроки «Манчестер Юнайтед» вышли из автобуса и направились в раздевалку на «Энфилде», неизвестные распылили в их сторону некий газ (предполагается, что это был аммиак). В этой атаке пострадало 22 болельщика, включая детей; некоторые из них были доставлены в больницу. Главный тренер «Юнайтед» Рон Аткинсон заметил по поводу поездки на «Энфилд»: «это было хуже, чем Вьетнам». В день подарков 1986 года «Манчестер Юнайтед» вновь играл на «Энфилде» против «Ливерпуля». На тот момент главным тренером «Юнайтед» был Алекс Фергюсон. На этот раз во избежание повторения инцидента, подобного газовой атаке в феврале того же года, команду «Манчестер Юнайтед» в их клубном автобусе сопровождал легендарный тренер «Ливерпуля» Боб Пейсли.
После завершения финального матча Кубка Англии 1996 года один из болельщиков «Ливерпуля» плюнул в Эрика Кантона и попытался ударить Алекса Фергюсона в тот момент, когда игроки «Манчестер Юнайтед» поднимались по ступеням стадиона «Уэмбли» для получения кубка из рук герцогини Кентской.
18 февраля 2006 года во время матча пятого раунда Кубка Англии тяжелый перелом ноги получил игрок «Манчестер Юнайтед» Алан Смит. Машина скорой помощи, перевозившая Смита, попала в пробку и была атакована болельщиками «Ливерпуля», которые швыряли в неё пивные бокалы, бутылки, камни и раскачивали её, пытаясь перевернуть. Руководство обоих клубов выступило с совместным заявлением, осуждавшим действия атакующих: «Эти люди не являются настоящими футбольными болельщиками. Оба клуба считают, что безумные действия нескольких идиотов не должны  бросать тень на все те усилия, которые были направлены на то, чтобы Алан получил самую лучшую медицинскую помощь как можно скорее». Также в том матче болельщики «Ливерпуля» на трибуне «Энфилд Роуд» швыряли в сторону болельщиков «Юнайтед» монеты, еду и бумажные стаканы, в которых были человеческие экскременты. В марте 2006 года руководство «Ливерпуля» признало эти факты и принесло официальные извинения за поведение своих болельщиков.
В том же 2006 году во время полуфинального матча Кубка Англии, в котором «Ливерпуль» встречался с «Челси» на стадионе «Олд Траффорд», болельщики «Ливерпуля» были замечены в вандализме, включая вырывание сидений на стадионе и рисование граффити, восхваляющих серийного убийцу Гарольда Шипмана.
В марте 2016 года, накануне матча между «Ливерпулем» и «Манчестер Юнайтед» в Лиге Европы на «Энфилде», болельщики «Ливерпуля» вывесили баннер с оскорбительной надписью в адрес болельщиков «Юнайтед» над шоссе M62 по пути из Манчестера в Ливерпуль. После того, как о баннере стало известно в социальных сетях, его быстро сняли сотрудники местной полиции. Перед ответной игрой на «Олд Траффорд» над шоссе M62 по пути из Ливерпуля в Манчестер в районе Солфорда появился баннер «Убийцы» (Murderers) и с датой трагедии на «Хиллсборо». Во время самого матча и после него происходили стычки между болельщиками двух клубов. Столкновения спровоцировали болельщики «Ливерпуля», пробравшиеся в сектор болельщиков «Юнайтед», и развернувшие там свой баннер. Кроме того, из гостевого сектора с болельщиками «Ливерпуля» слышались кричалки с отсылками к трагедии в Мюнхене. При этом отмечалось, что и часть болельщиков «Манчестер Юнайтед» использовала в своём репертуаре кричалки с отсылкой к трагедии на «Хиллсборо». Также болельщики «Ливерпуля» вырывали и бросали сиденья на стадионе. После матча УЕФА оштрафовал оба клуба за швыряние объектов на стадионе и беспорядки, а также за «противоправные» кричалки болельщиков обеих команд.